# Niels Rønsholdt
Niels Rønsholdt (født 30. september 1978) er komponist og lydkunstner.
Niels Rønsholdt er uddannet dels ved private studier hos Lasse Laursen og hos Helmut Oehring i Berlin og dels på Det Jyske Musikkonservatorium hos Karl Aage Rasmussen, Bent Sørensen, Hans Gefors, Per Nørgård, Ivar Frounberg og Olav Anton Thommesen.
I 2005 var Rønsholdt kurator på SPOR festival.
Han har modtaget bestillinger fra bl.a. Akademie der Künste (D), Sound Around Biennale, Edition Wilhelm Hansen, Transit (B) og Den Jyske Opera (DK).
Hans kompositioner har været hovedindslag på festivaler, så som Happy Days 05 (N), Musikhøst 07 (DK), Transit 08 (B) og SPOR festival 09 (DK).
Niels Rønsholdts musik har været opført af Kammerensemble Neue Musik Berlin (D), Ensemble Intégrales (D), NING (N), BIT20 (N), Figura (DK), Reflexion K (D), Champ d’Action (B) og andre.
I perioden 2007-2009 var Niels Rønsholdt huskomponist hos Det Jyske Ensemble. Et samarbejde som vil resultere i performance-operaen Archeopteryx X i 2010.
Niels Rønsholdt har modtaget legater fra Statens Kunstfond, Akademie der Künste, m.fl.